# Alexander Bergengrün
Alexander Karl Heinrich Bergengrün (* 10. Dezember 1859 in Riga; † 24. November 1927 in Solln) war ein deutschbaltischer Historiker.

## Leben
Er studierte von 1877 bis 1882 an der Kaiserlichen Universität Dorpat, setzte seine Studien 1883 bis 1884 in Strassburg fort und war von 1889 bis 1894 Bibliothekar der Gesellschaft für Geschichte und Altertumskunde der Ostseeprovinzen Russlands.

## Mitgliedschaften
- Mitglied der Gesellschaft für Rheinische Geschichtskunde in Köln
- 1893 korrespondierendes Mitglied der Ehstländischen Literärischen Gesellschaft
- 1894 korrespondierendes Mitglied der Gesellschaft für Geschichte und Altertumskunde der Ostseeprovinzen Russlands

## Werke
- Zs. mit Karl P. Geuter: Illustrierter Führer durch Riga und Umgebung. 4. Aufl. Riga 1895. (HeBIS)